# Pierre-Antoine Meunier
Pierre-Antoine Meunier (1989) is een Belgisch zwemmer gespecialiseerd in de schoolslag. Meunier werd in de jeugdcatergoriën verschillende malen Belgisch kampioen. Samen met Pierre-Yves Romanini, Pholien Systermans en Yoris Grandjean heeft hij het Belgisch record op de 4 x 100m wisselslag op zijn naam staan.

## Persoonlijke records
| Kortebaan       | Kortebaan | Kortebaan | Kortebaan  |
| Afstand         | Tijd      | Datum     | Plaats     |
| --------------- | --------- | --------- | ---------- |
| 100m schoolslag | 1.03,19   | 10-11-09  | Wachtebeke |
| 200m schoolslag | 2:22,51   | 20-11-09  | Crisnée    |

| Langebaan       | Langebaan | Langebaan | Langebaan |
| Afstand         | Tijd      | Datum     | Plaats    |
| --------------- | --------- | --------- | --------- |
| 100m schoolslag | 1:03,84   | 01-05-11  | Antwerpen |
| 200m schoolslag | 2.23,27   | 30-04-11  | Antwerpen |